# Helmholtz fria energi
Helmholtz fria energi är ett begrepp som används såväl inom fysik och statistisk mekanik som inom kemin. Helmholtz fria energi är en tillståndsfunktion, det vill säga fria energin för en process där tillståndsförändringen har samma temperatur (T) och volym (V) i initial- och sluttillstånd; jämför Gibbs fria energi. Helmholtz fria energi betecknas vanligen med F (i kemin vanligen med A) och ges av sambandet
{\displaystyle F=U-TS}
där S är entropin. Sambandet kan härledas från Clausius olikhet. Notera att med konstant temperatur och volym menas att initialtillståndets volym och temperatur är lika med sluttillståndets volym och temperatur. Dessa storheter kan variera under vägen mellan tillståndsförändringarna. Sambandet kan även skrivas på differentialform:
{\displaystyle dF=-S{\mbox{d}}T-P{\mbox{d}}V+\mu {\mbox{d}}N}.
där μ är kemiska potentialen och dN är förändringen av antalet partiklar i systemet.
Helmholtz fria energi kan bestämmas genom statistisk mekanik
{\displaystyle F(T,V,N)=-k_{B}T\ln Z(T,V,N)}
där {\displaystyle k_{B}} är Boltzmanns konstant, T temperaturen samt Z tillståndssumman.
Helmholtz fria energi är uppkallad efter Hermann von Helmholtz.